# Păduchele din San Jose
Păduchele din San-José (Quadraspidiotus perniciosus) este o insectă fitofagă de carantină din familia diaspididelor, dăunătoare plantațiilor pomicole. Este originar din Asia de Est (China), de unde s-a răspândit larg prin comerțul de material săditor și fructe, în zonele calde și temperate din Europa (inclusiv în România și Republica Moldova), America de Nord, America de Sud, Africa, Asia, Australia și Noua Zeelandă. Atacă peste 200 specii de arbori, arbuști și plante ierboase, însă preferă speciile lemnoase. Dintre speciile pomicole atacă mai frecvent speciile sămânțoase (măr, păr, coacăz, moșmon ș.a.) și mai puțin speciile sâmburoase (piersic, cais, vișin, cireș). Dintre arbori, arbuști forestieri și ornamentali atacă ulmul, teiul, frasinul, arțarul, salcâmul, stejarul, plopul, carpenul, salcia etc., preferând lemnul câinesc, gutuiul japonez, trandafirul și păducelul. Pe plantele ierboase (fasole, căpșun, cartof ș.a.) se întâlnește mai rar. Păduchele din San-José formează colonii pe scoarța tulpinilor și ramurilor, pe frunze și pe fructe. Se hrănește înțepând și sugând sevă, injectând odată cu aceasta, în țesuturi, enzime care descompun celuloza și colorează țesutul lemnos și pulpa fructelor în roșu sau roșu-violet. Țesuturile respective se necrozează și se înroșesc în jurul locurilor de fixare a insectei. Păduchele din San-José a fost denumit după orașul San Jose, California, unde a apărut pentru prima dată în Statele Unite ale Americii, fiind descoperit aici în 1881 de John Henry Comstock.